# André Warusfel
André Warusfel, né le 1er décembre 1936 à Douai et décédé le 6 juin 2016 à Paris 15e,, ancien élève de l'École normale supérieure (promotion 1956), fut successivement professeur, inspecteur général et historien des mathématiques.

## Biographie
Normalien, agrégé en 1960, il enseigna en classes préparatoires, tout d'abord au lycée Pierre-Corneille de Rouen, au lycée Henri-IV puis au  lycée Louis-le-Grand. Là, il acquit une aura et une réputation pédagogique exceptionnelles, ayant été cité au rang des « professeurs phares » par Le Monde en 1995.
Il fut ensuite inspecteur général de mathématiques de 1994 à 2001.

## Ouvrages
Après la publication de son premier ouvrage, Les Nombres et leurs mystères, qui fut très bien accueilli à la fois par la communauté scientifique et le grand public et connut un  succès immédiat (si bien qu'il est constamment réédité depuis 1961), il publia en 1966 son Dictionnaire raisonné des mathématiques, qui obtint le prix Camille Flammarion.
En 1969, il publia son ouvrage Les mathématiques modernes.
Par ailleurs, passionné d'histoire des sciences depuis ses jeunes années sous l'influence de Jean Itard et du père Pierre Costabel, il consacra la fin de sa carrière à ses recherches sur l'œuvre mathématique de Descartes. Sur ce sujet, il soutint sa thèse de doctorat à l'université Paris Sorbonne-Paris IV le 21 juin 2010, sous la direction de Jean-Luc Marion. Il fut l'un des intervenants du colloque organisé à la Sorbonne le 29 mars 1996 à l'occasion du IVe centenaire de la naissance de Descartes, puis assura la présentation du principal texte mathématique de Descartes, La Géométrie, dans le 3e tome des Œuvres complètes de Descartes publié en 2009.
Il publia en 2009 un ouvrage consacré à l'œuvre d'Euler, qui comporte notamment une introduction sur l'histoire des mathématiques "autour du siècle des Lumières". On lui doit aussi deux articles sur Marin Mersenne (religieux du XVIIe siècle ami de Descartes, de Fermat et de Pascal), l'un en 1986 portant sur les nombres de Mersenne, l'autre en 1994 sur deux de ses autres contributions.
En 2016, ont paru, dans le premier volume des Œuvres complètes de Descartes, sa présentation et ses notes des Exercices sur les Éléments des solides (premier texte mathématique de Descartes) ainsi que de Parnassus, un autre de ses textes de jeunesse. Toujours concernant René Descartes, il a laissé plusieurs travaux inachevés, dont certains éléments commencent à être mis en ligne (notamment un commentaire développé du De Solidorum Elementis, ainsi qu'une présentation inédite de La Géométrie).

## Missions et colloques
En 1967, il fut chargé par le ministre de la recherche, Maurice Schumann, d'une mission aux États-Unis pour étudier les dernières tendances d'enseignement des mathématiques, ce que l'on désignait à l'époque sous le terme de mathématiques modernes.
Il devint membre de la Commission ministérielle sur l'enseignement des mathématiques, créée en 1967 par André Lichnerowicz, qui fut à l'origine de l'introduction des mathématiques modernes au sein de l'enseignement secondaire.
Il est l'auteur de nombreuses communications sur l'histoire et l'enseignement des mathématiques. Le 26 mai 1976, il intervint à l'institut Henri-Poincaré, sur La correspondance entre Pascal et Fermat (1654) et le problème des partis. En 1999, il rappela l'histoire du théorème de Borel-Lebesgue lors du colloque Émile Borel consacré aux mathématiques en France au début du XXe siècle.  On peut également citer ses articles de 2002 consacrés à Ampère et à Fermat, celui de 2005 sur la formation des mathématiciens français au XXe siècle ainsi que, la même année, sur l'historique de la résolution des équations algébriques. En 2007, il intervint sur Leonhard Euler et l’arithmétique politique et fut l'un des deux rapporteurs de la thèse de doctorat de Claire Schwartz consacrée à Malebranche et les mathématiques, soutenue à l'université de Neuchâtel le 22 mars 2007.
Ses communications les plus nombreuses furent consacrées à l’œuvre mathématique de Descartes, comme en 2006 au colloque Algébrisations - Géométrisations à l'IREM de l'université Toulouse III en 2006 ou en 2011 à l'université du Luxembourg où il intervint sur la notion de « règle générale » chez Descartes.

## Journaliste et directeur de publication
André Warusfel fut également écrivain et journaliste. Il fut en 1964 l'un des fondateurs de la revue Atomes, future revue La Recherche, alors dirigée par Michel Chodkiewicz. 
Dans la perspective de vulgarisation scientifique qui était la sienne, il prépara entre 1982 et 1984 un ouvrage qui devait être consacré à l'informatique et qui devait faire voyager le lecteur de la « préhistoire » de l'informatique (notamment de « Pascal à la Lune ») jusqu'aux perspectives futures de l'intelligence artificielle en passant par une description assez détaillée de l'état de la micro-informatique (matériel et logiciel) qui venait d'apparaître et dont il pressentait qu'elle allait bouleverser l'industrie informatique et les usages des ordinateurs. Prévu pour être publié aux Éditions du Seuil, cet ouvrage ne fut finalement pas achevé mais quelques chapitres du premier tapuscrit ont été retrouvés et témoignent de la manière dont on pouvait percevoir le développement de l’informatique à cette période.  
De 1974 à 2007, il fut rédacteur en chef de la Revue de mathématiques spéciales (devenue la RMS depuis 2004). Aux Éditions du Seuil où il publia ses premiers ouvrages, il dirigea la collection « Le rayon de la science », puis participa avec Max de Ceccatty et François Dagognet à la création de la collection Science ouverte en 1966.
En 2004, il participa également à la première édition des lettres d’Henri Lebesgue à Émile Borel.

## Œuvres
- Les Nombres et leurs mystères, Paris, Le Seuil, coll. « Le rayon de la science », no 9, 1961 (rééd. Le Seuil, coll. « Points/Sciences », 1980)
- Dictionnaire raisonné des mathématiques, Éditions du Seuil, 1966 (préface d'André Lichnerowicz)
- Les mathématiques modernes, Paris, Le Seuil, coll. « Le rayon de la science », no 30, 1969
- Structures algébriques finies, Hachette, 1971
- Les mathématiques, 1975 (ouvrage collectif dans les encyclopédies du savoir moderne)
- Réussir le Rubik's Cube, Éditions Denoël, 1981 (préface d'Ernő Rubik)
- Les mathématiques : plaisir et nécessité, Éditions Vuibert, 2000 (avec Albert Ducrocq)
- Euler : les mathématiques et la vie, Éditions Vuibert, 2009
- Présentation et notes de La Géométrie, in René Descartes, Œuvres complètes - Discours de la Méthode et Essais, Tome III, collection Tel, Gallimard, 2009
- Traduction nouvelle, présentation et notes de Parnassus (avec Frédéric de Buzon) et des Exercices pour les éléments des solides, in René Descartes, Œuvres complètes - Premiers écrits - Règles pour la direction de l'esprit, Tome II, collection Tel, Gallimard, 2016